# Campionati jugoslavi di sci alpino 1978
Ai Campionati jugoslavi di sci alpino 1978 furono assegnati i titoli di discesa libera, slalom gigante, slalom speciale e combinata, sia maschili sia femminili.

## Risultati
| Specialità      | Uomini        | Donne         |
| --------------- | ------------- | ------------- |
| Discesa libera  | Andrej Koželj | Reka Pečarič  |
| Slalom gigante  | Bojan Križaj  | Nuša Tome     |
| Slalom speciale | Bojan Križaj  | Anja Zavadlav |
| Combinata       | Tone Koželj   | Irena Jež     |